# دی‌سولفوروس اسید
دی‌سولفوروس اسید (به انگلیسی: Disulfurous acid) با فرمول شیمیایی H۲S۲O۵ یک ترکیب شیمیایی با شناسه پاب‌کم ۲۸۰۲۰ است. 